# Bryce (Arizona)
Bryce è un census-designated place (CDP) degli Stati Uniti d'America, situato in Arizona, nella contea di Graham.